# Топар (Алматинская область)
Топар (каз. Топар) — село в Балхашском районе Алматинской области Казахстана. Административный центр и единственный населённый пункт Топарского сельского округа. Код КАТО — 193667100.

## Население
В 1999 году население села составляло 1327 человек (696 мужчин и 631 женщина). По данным переписи 2009 года, в селе проживало 1305 человек (680 мужчин и 625 женщин).